# Noël Pinot
Noël Pinot (19. prosince 1747 v Angers – 21. února 1795 tamtéž), latinsky též jako Natalis Pinot byl francouzský katolický kněz, gilotinovaný během povstání ve Vendée. Byl blahořečen katolickou církví, která ho považuje za mučedníka. Podle římského martyrologia je připomínán 21. února.

## Životopis
Jako nejmladší ze šestnácti dětí tkalcovské rodiny ztratil v osmi letech otce a vstoupil do kněžského semináře v rodném městě. Dne 22. prosince 1770 byl vysvěcen na kněze, poté jmenován vikářem v Bousse a v srpnu 1781 kaplanem nevyléčitelných v Angers. V září 1788 se stal farářem v Louroux-Béconnais.
Když vypukla Francouzská revoluce, odmítl složit přísahu na občanskou ústavu duchovenstva, na rozdíl od svého vikáře Mathurina Garangera, který přísahu složil v neděli 23. ledna 1791. Magistrát si krátce na to stěžoval, že intrikoval, když vyzval místní duchovní, aby se postavili proti zákonu. V neděli 27. února 1791 na kazatelně ospravedlnil svůj postoj.
Na základě obvinění byl 5. března zatčen a okresním soudem odsouzen k zákazu pobytu. Skrýval se v Beaupréau. v červnu 1793 během povstání ve Vendée se vrátil do Louroux, ale po neúspěchu royalistických povstalců při obléhání Nantes se opět vrátil do úkrytu.
Noël Pinot byl zatčen v noci z 8. na 9. února 1794 u vdovy Pelletier-Taillandier, v obci Milandrie, kam se uchýlil. Zde se ukrýval v dřevěné truhle, se "všemi ozdobami potřebnými ke mši". Chybná interpretace tohoto zatčení, publikovaná v roce 1863, proto uvádí, že byl zatčen při tajné mši. Byl odvezen do Angers a předstoupil před vojenskou revoluční komisi. Dne 3. ventôse roku II (21. února 1794) byl gilotinován  na Place du Rallyement v liturgickém rouchu, které měl na sobě v době svého zatčení. Při výstupu na popraviště recitoval mešní modlitbu Introibo ad altare Dei.
Dne 26. srpna 1864 angerský biskup Guillaume Angebault jmenoval abbé Brouilleta, faráře v Louroux, komisařem pro provedení kanonického zkoumání života a ctností jeho předchůdce. Jeden z jeho nástupců, Joseph Rumeau, uznal 24. února 1905, že je třeba prosadit jeho blahořečení. Byla proto ustanovena komise pro shromažďování dokumentů. Abbé a historik François Uzureau k této záležitosti napsal tomuto knězi upozornění. Noël Pinot byl blahořečen Piem XI. dne 31. října 1926. Devadesát devět dalších katolíků z Angers bylo rovněž blahořečeno Janem Pavlem II. 19. února 1948.
Socha v katedrále v Angers ho představuje, jak stoupá po prvním schodu na oltář boží.